# Mieczysław Ludwik Boruta-Spiechowicz
Mieczysław Ludwik Boruta-Spiechowicz, poljski general, * 1894, † 1985.